# 밸리 아스트로케이드

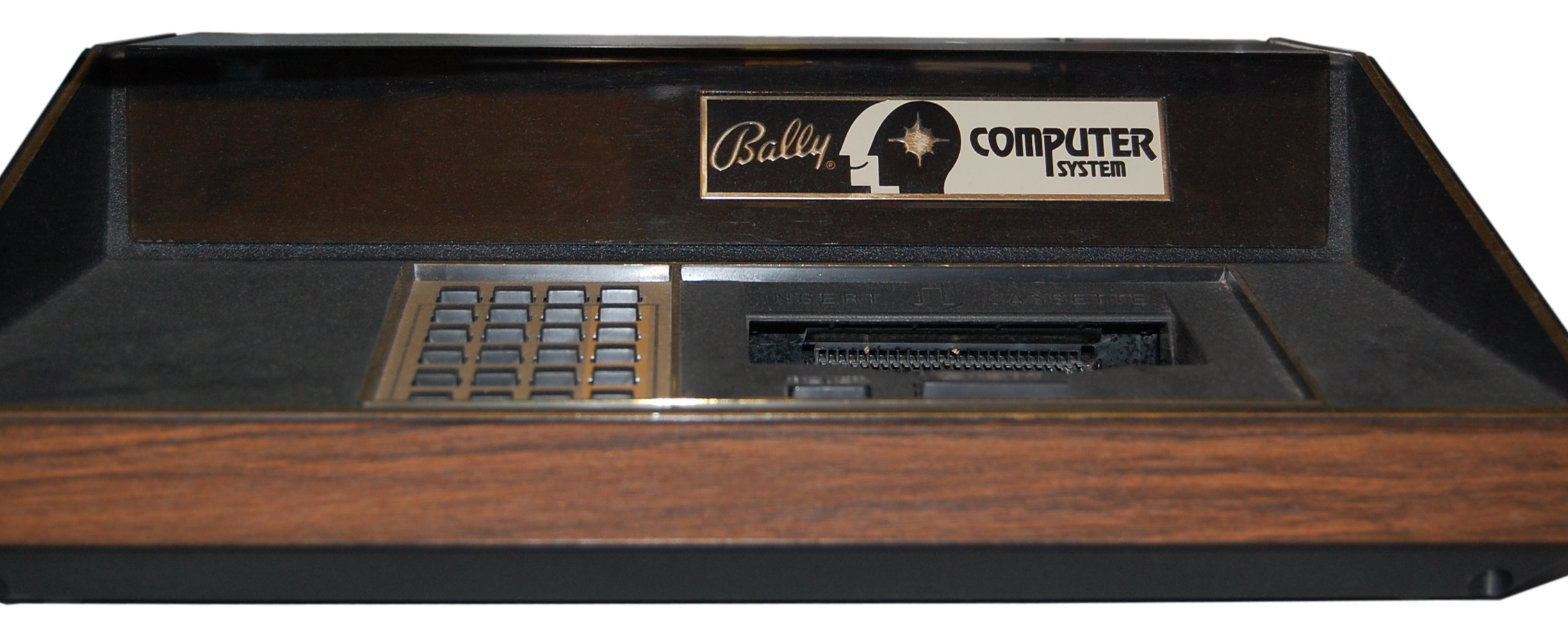
밸리 아스트로케이드

밸리 아스트로케이드(영어: Bally Astrocade)는 1978년 밸리 미드웨이가 발매한 1983년에 단종된 2세대 비디오 게임 콘솔이다.